# Ragnar Kempe
Carl Ragnar Kempe, född 21 maj 1901 i Stockholm, död 11 juli 1979 i Örnsköldsvik, var en svensk ingenjör och företagsledare. Han var son till Seth Kempe.
Kempe avlade civilingenjörsexamen 1924 och var 1925–1935 anställd hos ASEA, där han 1930–1935 var chef för bolagets högspännings- och kortslutningslaboratorium i Ludvika. År 1935 gick han till släktkoncernen Mo och Domsjö AB, där han främst verkade som verkställande direktör och styrelseledamot i Robertsfors AB och dess dotterbolag Åsträsks ångsågs AB i Örnsköldsvik. Kempe var styrelseordförande respektive styrelseledamot i stiftelserna Seth M. Kempes minne och J. C. Kempes minne samt bland annat från 1948 inspektor för Örnsköldsviks högre allmänna läroverk.